# Tormarton
Tormarton – wieś w Anglii, w hrabstwie ceremonialnym Gloucestershire, w dystrykcie (unitary authority) South Gloucestershire. Leży 19 km na wschód od miasta Bristol i 153 km na zachód od Londynu.